# Betičasti prsti
Betičasti prsti so izraz za prste rok, redkeje tudi nog, z zadebeljeno končno prstnico (distalno falango) in nohtom v obliki urnega stekelca. So posledica proliferacije vezivnega tkiva med nohtno ploščo in končno prstnico. Pojavljajo se na primer pri primarni hipertrofični osteoartropatiji, kroničnih pljučnih boleznih, prirojenih srčnih hibah z desno-levim spojem, redkeje pri infekcijskem endokarditisu, biliarni cirozi in sprui. O hipertrofični osteoartropatiji govorimo, kadar so še pridruženi znaki bolečin v sklepih, izlivi v sklepe in vnetje pokostnice. Betičasti prsti in hipertrofična osteoartropatija pravzaprav predstavljata različna stadija istega kliničnega sindroma, pri čemer so betičasti prsti začetni, hipertrofična osteoartropatija pa končni stadij.
Obravnavati jih je treba kot resen klinični znak, saj so lahko odraz tudi hude, a klinično še prikrite bolezni.

## Vzroki
Betičasti prsti so lahko posledica številnih bolezni. Primarna hipertrofična osteoartropatija je izjemno redka genetska bolezen, pogosteje so betičasti prsti in  posledico neke druge bolezni in govorimo o sekundarni hipertrofični osteoartropatiji. Med vzroki prevladujejo bolezni pljuč, sledijo srčno-žilne bolezni ter bolezni prebavil. V nekaterih primerih vzrok ni poznan (gre za idiopatsko obliko).

### Primarna hipertrofična osteoartropatija
Primarna hipertrofična osteoartropatija je redka oblika hipertrofične osteoartropatije, ki ima genetski vzrok. Znaki pljučne bolezni niso prisotni. 
Bolezen je povezana z mutacijami v dveh genih, ki sta pomembna v poti prostaglandina 2 (HPGD in SLCO2A1). Bolniki z okvaro gena SLCO2A1 imajo načeloma hujšo simptomatiko. Okvara omenjenih genov povzroči zvišanje ravni prostaglandina 2 v serumu, ta pa spodbuja različne signalne poti v organizmu, vključno z VEGT (vaskularni endotelijski rastni faktor). VEGT stimulira razne celice vezivnega tkiva in kostnine, kot so osteoblasti, osteoklasti in fibroblasti.
Bolezen se deduje avtosomno recesivno. Moški so prizadeti 9-krat pogosteje.

### Sekundarne oblike hipertrofične osteoartropatije
Sekundarne oblike hipertrofične osteoartopatije predstavljajo 95–97 % vseh primerov.

### Pljučne bolezni
Pljučne bolezni so najpogostejši vzrok nastanka betičastih prstov oziroma hipertrofične osteoartropatije. Najpogosteje je posledica pljučnega raka; okoli 80 % vseh primerov hipertrofične osteoartropatije povzročijo rakave bolezni pljuč. Najpogosteje gre za nedrobnoceličnega raka pljuč; ta je povezan z okoli 54 % vseh primerov. Po odstranitvi tumorja simptomi hipertrofične osteoartropatije izzvenijo, pri bolnikih z neoperabilno boleznijo pa se za lajšanje simptomov uporabljajo nesteroidni antirevmatiki ali bifosfonati.
Betičasti prsti se lahko pojavijo tudi pri bronhiektaziji, cistični fibrozi, tuberkulozi, intersticijskih boleznih pljuč (predvsem pri idiopatična pljučna fibroza) ...

### Nepljučne rakave bolezni
Betičasti prsti kot del sindroma hipertrofične osteoartropatije se lahko poleg pljučnega raka pojavijo tudi pri nekaterih drugih rakavih boleznih. Poročali so o betičastih prstih pri bolnikih z rakavimi bolezni drugih organov, vendar zlasti pri tistih znotraj prsnega koša (na primer limfomi v prsnem košu), pri rakavih boleznih zunaj prsnega koša pa zlasti v primeru pljučnih zasevkov. Zanimivo je, da so poročali o hipertrofični osteoartropatiji pri bolnikih z rakom požiralnika, ki niso imeli zasevkov v pljučih.

### Bolezni prebavil
Betičasni prsti se pogosto pojavljajo pri bolnikih s kronično vnetno črevesno boleznijo; pogostejši so pri crohnovi bolezni kot pri ulceroznem kolitisu.  Pomemben vzrok nastanka betičastih prstov so tudi ciroza jeter (zlasti primarna biliarna ciroza) in bolezni, ki privedejo do nje.

### Srčno-žilne bolezni
Infekcijski endokarditis lahko povzroči betičaste prste, vendar je simptom običajno blažje izražen. Do izrazitejše oblike lahko pride pri cianotičnih prirojenih srčnih boleznih (zlasti pri  prirojenih srčnih hibah z desno-levim spojem).